# Chileense parlementsverkiezingen 1957
De Chileense parlementsverkiezingen van 1957 vonden op 3 maart van dat jaar plaats. In de Kamer van Afgevaardigden werd de Partido Radical de grootste en in de Senaat werd de Partido Liberal de grootste.

## Uitslagen
| Partij                               | Stemmen   | Percentage | Zetels | Verschil |
| ------------------------------------ | --------- | ---------- | ------ | -------- |
| Partido Radical                      | 188.526   | 21,5       | 36     | +18      |
| Partido Liberal                      | 134.741   | 15,3       | 30     | +7       |
| Partido Conservador Unido            | 121.223   | 13,8       | 21     | –        |
| Falange Nacional                     | 82.710    | 9,4        | 17     | +14      |
| Partido Agrario Laborista            | 68.602    | 7,8        | 10     | –16      |
| Partido Socialista Popular           | 55.004    | 6,2        | 5      | –15      |
| Partido Democrático                  | 44.213    | 5,0        | 5      | +4       |
| Partido Socialista                   | 38.783    | 4,4        | 7      | –2       |
| Partido Nacional                     | 37.975    | 4,3        | 7      | +2       |
| Partido Conservador Social Cristiano | 33.654    | 3,8        | 2      | –        |
| Partido Agrario                      | 17.785    | 2,0        | 4      | -        |
| Movimiento Republicano               | 10.393    | 1,2        | 1      | -        |
| Partido Nacional Cristiano           | 9.085     | 0,9        | 0      | –4       |
| Partido Laborista                    | 8.010     | 0,9        | 0      | –1       |
| Partido Radical Doctrinario          | 5.577     | 0,6        | 0      | –3       |
| Partido Democrático Doctrinario      | 3.302     | 0,4        | 0      | -        |
| Movimiento Nacional del Pueblo       | 1.342     | 0,2        | 0      | –1       |
| Onafhankelijken                      | 17,304    | 2.0        | 2      | -        |
| Ongeldige stemmen/blanco stemmen     |           | –          | –      | –        |
| Totaal                               | 878.229   | 100        | 147    | 0        |
| Kiesgerechtigden/opkomst             | 1.284.159 |            | –      | –        |
| Bron: Nohlen                         |           |            |        |          |

### Senaat
- 20 van de 45 zetels verkiesbaar

| Partij                                       | Zetels | Zeteltotaal |
| -------------------------------------------- | ------ | ----------- |
| Partido Radical                              | 5      | 9           |
| Partido Agrario Laborista                    | 1      | 4           |
| Partido Liberal                              | 4      | 10          |
| Partido Conservador Unido                    | 3      | 6           |
| Partido Nacional                             | 1      | 3           |
| Partido Socialista                           | 1      | 2           |
| Partido Socialista Popular                   | 2      | 5           |
| Partido Democrático                          | -      | 1           |
| Falange Nacional/Federación Social Cristiana | 1      | 2           |
| Movimiento Republicano                       | -      | 1           |
| Onafhankelijken                              | 2      | 2           |
| Totaal                                       | 20     | 45          |